# Josep Maria Guzmán
Josep Maria Guzmán Cañas (Badalona, 28 de febrer de 1984) és un jugador de bàsquet català. Mesura 1,84 m i ocupa la posició de base. Ha estat internacional amb totes les categories inferiors de la Selecció espanyola amb la qual va aconseguir la plata en el Torneig de Mannheim 2002.

## Carrera esportiva
Es va formar en les categories inferiors del Joventut de Badalona, equip amb el qual va arribar a debutar en la lliga ACB de la mà de l'entrenador Aíto García Reneses. En la temporada 2004/05, quan jugava cedit al CB Melilla de la lliga LEB, va patir una lesió d'esquena que el va fer frenar dràsticament la seva progressió.
Després militar dues temporades al CB Tarragona de la lliga LEB, fins a la temporada 2007-08, Ricard Casas va fitxar perquè fos el tercer base del ViveMenorca de la lliga ACB. En el seu primer any a Menorca va contribuir decisivament al fet que el club balear salvés la categoria a la millor temporada de l'equip balear a l'ACB resultant decisiu en, almenys, mitja dotzena de trobades. Una temporada més tard va viure el descens administratiu de categoria del club a la lliga LEB Or tot i classificar-se en la posició 16 de la lliga ACB, però la decisió d'un jutge d'atorgar plaça a l'Obradoiro va portar al club que presidia José Luis Sintes a perdre la categoria. En la temporada 2009-10 va contribuir amb 4,3 punts i 2,2 assistències en 15,3 minuts de joc a tornar a portar al dit club a la màxima categoria del bàsquet a Espanya. Després d'iniciar la pretemporada 2010-11 entrenant amb el Caja Laboral de Vitòria, a principis de setembre es confirma el seu fitxatge pel Lleida Bàsquet de LEB Or. Un cop acabada la temporada 2011-12, a Lleida, va anunciar la seva retirada.